# Canònica de Santa Maria de Roca-rossa
Monestir de Roca-rossa és una obra del municipi de Tordera (Maresme) protegida com a bé cultural d'interès local. La Canònica de Santa Maria de Roca-rossa, situada al massís del Montnegre, dins el terme municipal de Tordera, fou fundada en la primera meitat del segle xii sota l'orde de sant Agustí, bastint una església amb claustre i dependències en estil romànic amb alguns elements ja del gòtic. La primera notícia documental que coneixem és de l'any 1145, quan Guerau III de Cabrera, vescomte de Girona, cedí l'alou de la Fredena a un monjo anomenat Bernat perquè hi aixequés una església dedicada a santa Maria. Aquest alou era dins el terme de la parròquia de Santa Eulàlia d'Hortsavinyà en el terme del Castell de Montpalau. En la documentació, només apareix Santa Maria com una església o santuari i no és fins al 1177 quan consta l'existència del monestir amb una comunitat de religiosos. Sembla que els monjos de l'abadia augustiniana de Santa Maria de Vilabertran tingueren una intervenció directa en la fundació del priorat de Roca-rossa. Amb tot, però, es desconeix si l'església de Santa Maria de Roca-rossa fou consagrada.
La seva breu etapa d'esplendor fou entre els darrers anys del segle xii i mitjans del XIII, moment que inicià la seva progressiva davallada. La comunitat agustiniana de Roca Rossa mai va passar de ser un modest priorat de fins a sis canonges amb el prior en el seu millor moment.
El 1592, el priorat de Roca Rossa passa a formar part de la nova diòcesi de Solsona. Amb la mort del darrer prior el 1630 s'incorpora definitivament a aquella seu episcopal. Els canonges de Solsona s'encarregaren de cobrar les rendes del priorat de Roca Rossa però pràcticament abandonaren el manteniment dels seus edificis monàstics. El 1667 ja no hi havia cap sacerdot i la mateixa església era un magatzem de fusta. Al segle xviii l'església tenia culte ocasional i damunt les restes dels antics edificis s'aixecà una masia. L'església es va mantenir sencera fins a mitjan segle xx quan va començar l'espoliació i degradació definitiva fins avui que ja s'ha ensorrat part de la volta.

## Descripció
Les restes de l'antic monestir de Santa Maria de Roca Rossa es troben en una zona boscosa del massís de Montnegre actualment poblat per urbanitzacions modernes i molt proper a un camp d'esports. A més d'haver sofert la degradació pròpia de l'abandonament, en els últims temps ha estat objecte de l'espoli sistemàtic donada la seva accessibilitat. Del conjunt monacal: claustre, refetor, sala capitular, hostatgeria, alberg, etc. en queden restes cobertes sota la vegetació i l'església que es conserva, malgrat tot dempeus, gràcies a la qualitat de la seva factura.
El temple és una construcció molt notable d'una sola nau molt llarga amb volta apuntada, parcialment esfondrada, i absis semicircular. La coberta de volta apuntada, feta amb lloses disposades en plec de llibre, arrenca d'una cornisa que recorre tot l'absis i les parets laterals. L'absis té una finestra central de doble esqueixada i conserva la coberta ametllada. A la façana de ponent hi havia la portalada d'accés dovellada que ha estat arrencada. Hi ha quatre finestres: tres de doble esqueixada i una d'arc de mig punt dovellat. Al mur de migdia hi ha una porta originalment adovellada i posteriorment allindanada que devia comunicar amb el claustre del que es pot veure la marca de la coberta i els forats de l'embigat de la galeria nord adossada al mur de l'església. L'aparell és de carreus, regulars i ben escairats, que segueixen filades ordenades.
Al Museu Nacional d'Art de Catalunya es conserva una làpida sepulcral de Ramon Gasc provinent d'aquesta església.

## Història
Diu el "Llibre dels Fets d'armes de Catalunya" que en temps del comte Ramon Berenguer III fou trobada una verge a la muntanya de Roca-rossa i en el mateix lloc s'edificà una església, convertida en monestir més endavant, que fou consagrat pel bisbe de Girona, Berenguer de Llers. El fundador fou Gerald de Cabrera, vescomte de Girona i Urgell, qui cedí l'alou de Fredera al primer abat, anomenat Bernardo, l'any 1145.
La data de fundació de la canònica agustiniana és de 1145, en temps de Ramon Berenguer IV, tot i que en algun moment es va pensar que el monestir havia estat adscrit a la regla de Sant Benet en uns inicis.
En temps del cronista Boades, 1420, ja es parlava de l'estat d'abandonament del monestir i dos segles més tard Gaspar Roig digué: "Han dejado caer toda aquella casa, que no hay sino paredones descubiertos, y hubiese parecido ruina la iglesia a no ser obra tan fuerte como es, pero en ella apenas se celebra la misa".
Al segle xvi, amb la supressió de les canòniques augustinianes, i concretament el 1552, passà a dependre de la seu de Solsona. En aquest temps començà de degradar-se tot el conjunt monàstic menys l'església, que era una obra forta de carreus ben escairats. Durant un temps continuà la dependència de Solsona, fins que el 1593 fou abandonat i no reprengué la seva activitat monàstica sinó amb l'establiment que hi feu Gerard Bernat de Blanes d'uns monjos de l'orde de Sant Agustí al segle xvii.
L'estat actual del monestir és francament lamentable, ja que sobre les cel·les s'havia edificat una masia que en aquests moments és abandonada i continua degradant-se alhora que ho fa el propi monestir, del qual resta tan sols l'església.